# Hans-Jürgen Dörner
Hans-Jürgen "Dixie" Dörner (Görlitz, 25 de janeiro de 1951 — Dresden, 19 de janeiro de 2022) foi um futebolista profissional alemão que atuou como líbero, sendo campeão olímpico.

## Carreira
Dörner jogou pelo Dynamo Dresden de 1968 a 1986, com o qual conquistou cinco campeonatos e cinco copas nacionais. Fez cem partidas pela Seleção Alemã-Oriental, onde foi líbero da equipe que conquistou a medalha de ouro nos Jogos Olímpicos de 1976.

## Morte
Dörner morreu em 19 de janeiro de 2022, aos setenta anos de idade.

## Títulos
Alemanha Oriental
- Jogos Olímpicos: 1976